# Gmina Misso
Gmina Misso (est. Misso vald) – gmina wiejska w Estonii, w prowincji Võru.
W skład gminy wchodzi:
- Miasto: Misso
- 54 wsie: Hindsa, Hino, Horosuu, Häärmäni, Hürsi, Kaubi, Kimalasõ, Kiviora, Koorla, Korgõssaarõ, Kossa, Kriiva, Kundsa, Kurõ, Käbli, Kärinä, Laisi, Leimani, Lütä, Mauri, Missokülä, Mokra, Muraski, Määsi, Möldre, Napi, Parmu, Pedejä, Pruntova, Pulli, Pupli, Põnni, Põrstõ, Pältre, Rammuka, Rebäse, Ritsiko, Saagri, Saagrimäe, Saika, Sakudi, Sandi, Sapi, Savimäe, Savioja, Siksälä, Suurõsuu, Tiastõ, Tiilige, Tika, Toodsi, Tserebi, Tsiistre, Väiko-Tiilige.